# Speyeria infumata
Speyeria infumata är en fjärilsart som beskrevs av Charles Oberthür 1912. Speyeria infumata ingår i släktet Speyeria och familjen praktfjärilar. Inga underarter finns listade i Catalogue of Life.